# Быково (Башкортостан)
Быково (баш. Быков) — деревня в Благовещенском районе Башкортостана, относится к Старонадеждинскому сельсовету.

## Население
| 2002 | 2009 | 2010 |
| ---- | ---- | ---- |
| 51   | ↗53  | ↘44  |

Согласно переписи 2002 года, преобладающая национальность — русские (51 %).

## История
Село Быково — во второй половине 1860-х годов на реке Усе был образован Быков починок. Крестьяне-переселенцы купили землю у дворянина Глумилина. Среди первых жителей были бывшие удельные и государственные крестьяне деревни Ахлыстино Петропавловской волости Уфимского уезда (ныне эта деревня находится в Кушнаренковском районе) — Быковы и Тяптины.
Сначала Быков починок входил в приход села Надеждино, но в 1881 году была построена деревянная церковь в честь Собора Пресвятой Богородицы, и починок стал селом. Приход новой церкви состоял из самого села, пяти починков и хутора с общим населением 1804 человека.
В 1882 году в Быково открылась земская одноклассная школа.
К концу XIX века в селе работали хлебозапасный магазин, маслобойня, кузница, ободное заведение, три дужных заведения, три бакалейные лавки и одна винная. По пятницам традиционно проводились базары.
К 1913 году население Быково удвоилось: в селе насчитывалось 119 хозяйств и 782 жителя. Все крестьяне были членами земельного товарищества, а вся земля (1972 десятины) находилась в товарищеской собственности. Большинство жителей возделывали землю, в девяти семьях занимались пчеловодством. В те времена семьи были большие. Самой внушительной была семья 42-летнего А. С. Мещерякова — в 1917 году она состояла из 17 человек.
Население Быково достигло своего максимума к 1920 году — здесь проживало 1057 человек, велось 177 домохозяйств. Во время коллективизации в Быково был образован колхоз «Знамя труда», в 1950 году — колхоз имени Кирова. В 1950-е годы деревня вошла в состав колхоза «Урал».
С начала советских времен и до 2008 года данный населенный пункт входил в состав Быковского сельсовета, но с 1930-х годов административным центром этого сельсовета было село Ахлыстино. В настоящее время Быково входит в состав Старонадеждинского сельсовета.

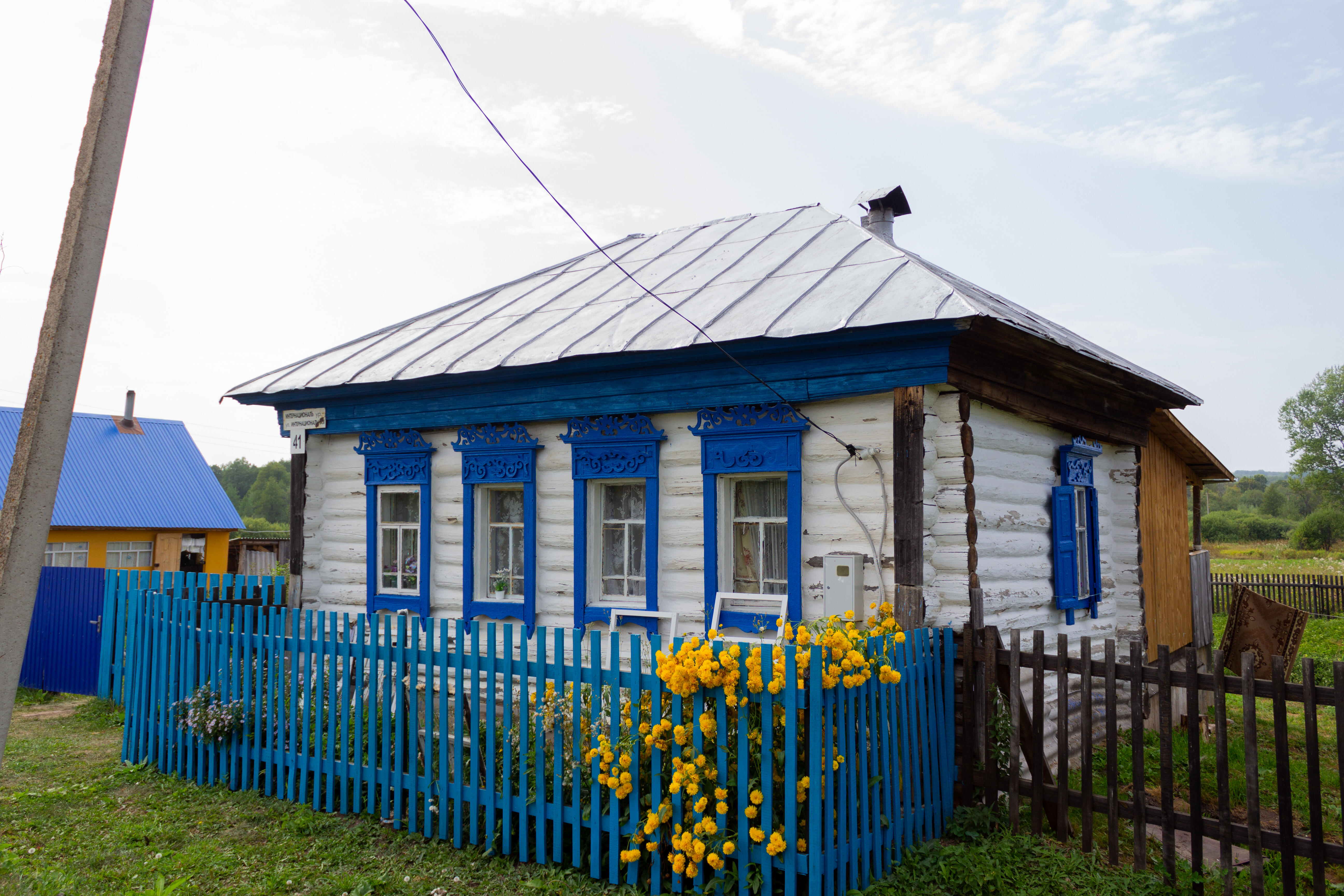
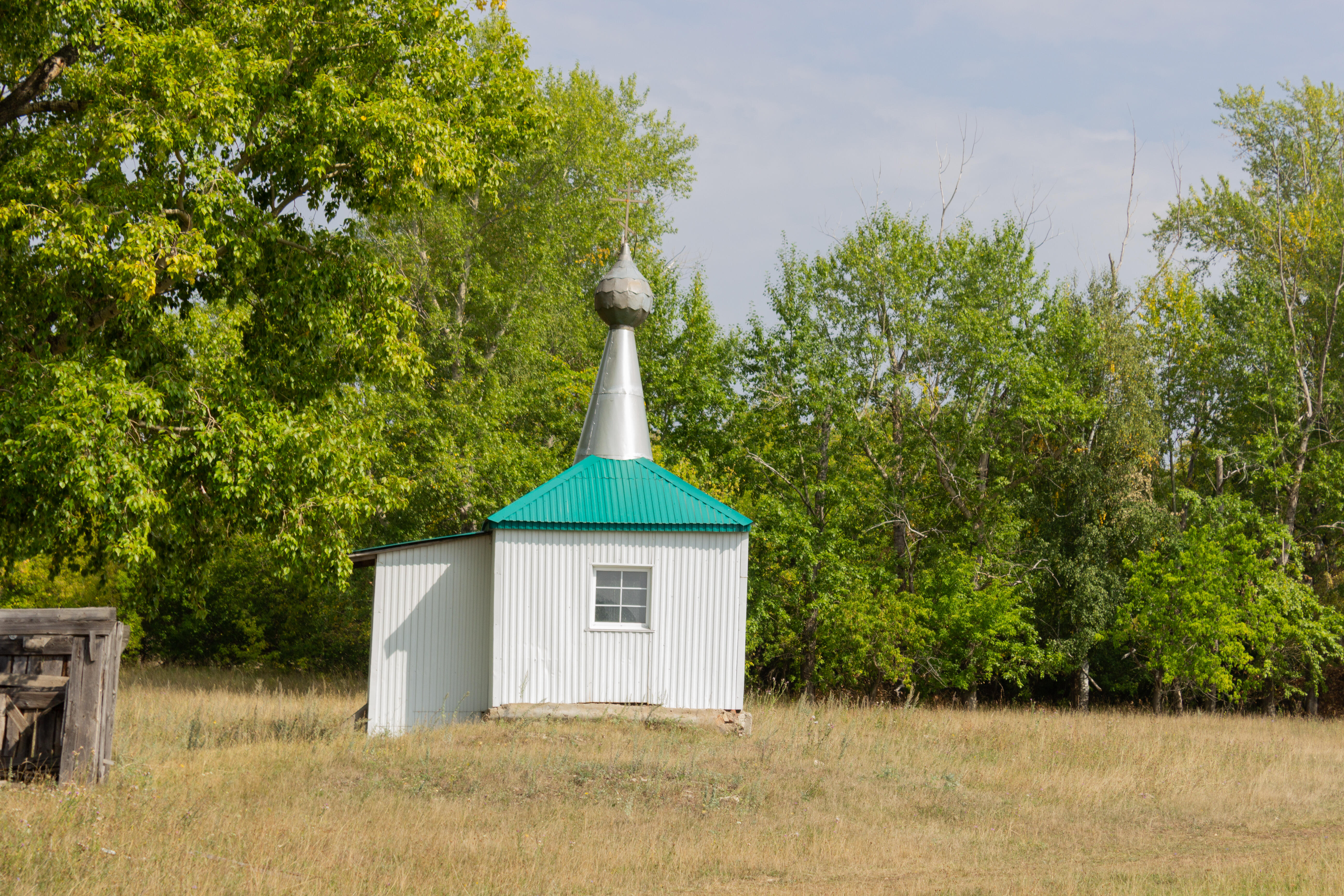
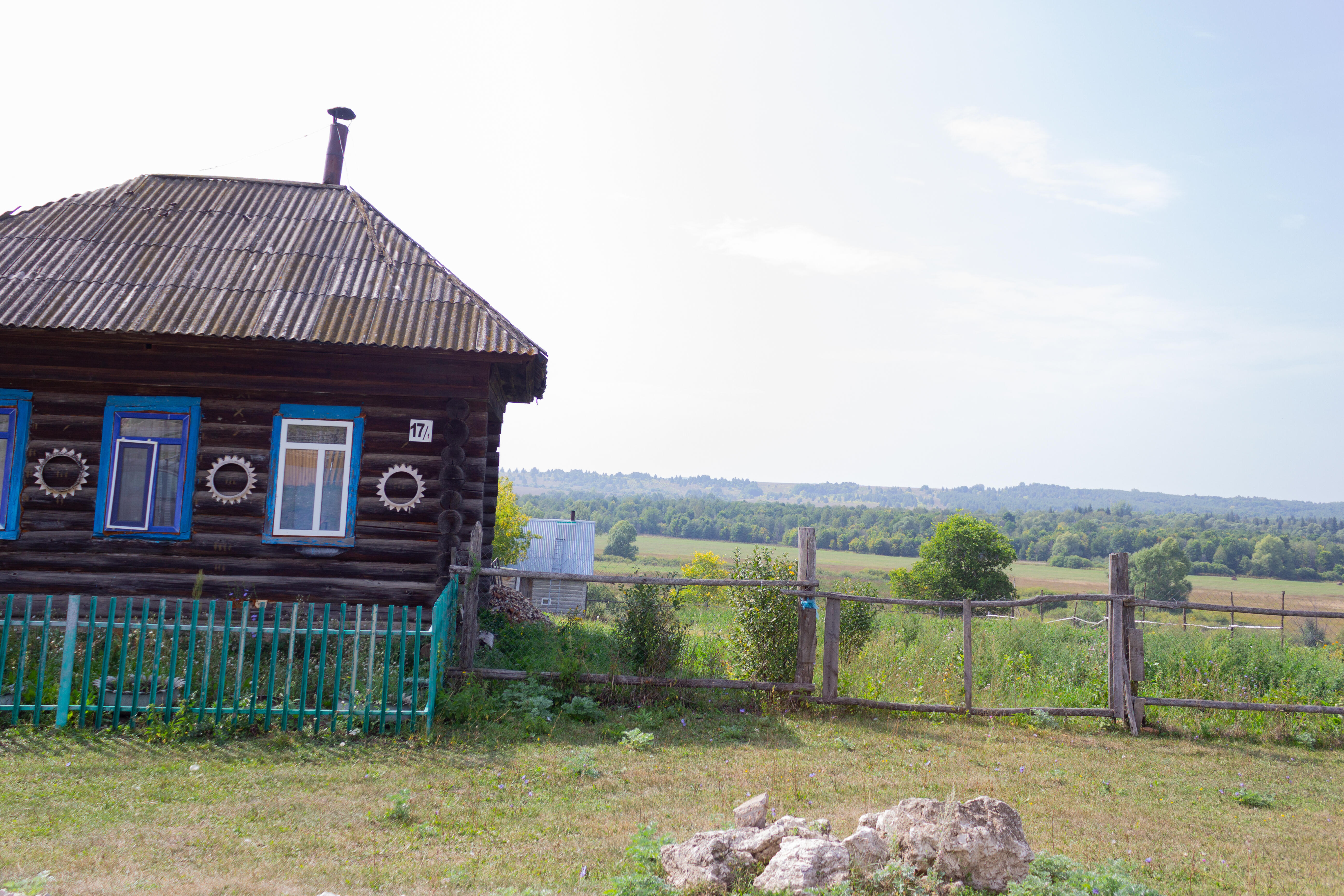

## Географическое положение
Расстояние до:
- районного центра (Благовещенск): 43 км,
- ближайшей ж/д станции (Загородная): 51 км.